# بيغاسبارغاس
بيغاسبارغاس، يُباع تحت الاسم التجاري أونكاسبار، هو دواء يستخدم لعلاج سرطان الدم الليمفاوي الحاد (ALL). غالبًا ما يتم استخدامه جنبا إلى جنب مع أنثراسيكلين وفينكريستين وبريدنيزون. يرخذ هذا الدواء عن طريق الحقن.
تشمل الآثار الجانبية الشائعة الحساسية، ومشاكل تخثر الدم، وارتفاع سكر الدم، وأمراض الكبد، والتهاب البنكرياس، وتجلط الدم في الدماغ. استخدامه أثناء الحمل قد يضر بالجنين. وهو صيغة مُعدلة من إنزيم أسباراجيناز خضع لعملية بلمرة غليكول البولي إيثيلين. يعمل عن طريق تحطيم الأسباراجين، وتقليل توافره لإنتاج البروتين.
تمت الموافقة على بيغاسبارغاس للاستخدام الطبي في الولايات المتحدة في عام 1994. وهو مدرج في قائمة الأدوية الأساسية لمنظمة الصحة العالمية، وهي الأدوية الأكثر أمانًا والأكثر فعالية اللازمة في النظام الصحي. من صنع شركة سيجما تاو.
في الولايات المتحدة، يكلف حوالي 17800 دولار أمريكي لكل 3750 وحدة قنينة.